# Thomas Guénolé
Thomas Guénolé   (Falaise, 13 de setembre de 1982) és un politòleg francès i un intel·lectual compromès amb l'esquerra. Va ser especialment assessor de Jean-Louis Borloo, assessor d'Arnaud Montebourg, director d'estudis de l'UDI, i codirector de l'escola de formació La França Insubmisa.
Guénolé distingeix quatre tipus de corrents a la família d'extrema dreta francesa: l'extrema dreta poujadista, l'extrema dreta sobiranista, l'extrema dreta tradicionalista i l'extrema dreta racista. Aquestes quatre famílies es corresponen respectivament, sota forma radicalitzada, a les famílies de la dreta francesa que són la dreta liberal, la dreta gaullista, la dreta moral i la dreta securitària.

## Publicacions destacades
- First. Nicolas Sarkozy, chronique d'un retour impossible ? (en francès), 2013, p. 304. Guénolé2013. ISBN 978-2-7540-5454-6.
- First. Petit guide du mensonge en politique (en francès), 2014, p. 157. Guénolé2014. ISBN 978-2-7540-5921-3.
- Le Bord de l'eau. Les jeunes de banlieue mangent-ils les enfants ? (en francès), 2015, p. 214. Guénolé2015. ISBN 978-2-35687-417-7.
- First. La Mondialisation malheureuse (en francès), 2016, p. 336. Guénolé2016. ISBN 978-2-7540-6884-0.
- Fayard. Islamopsychose (en francès), 2017, p. 288. Guénolé2017. ISBN 978-2-213-70188-2.
- Plon. Antisocial (en francès), 2018, p. 288. Guénolé2018. ISBN 978-2-259-26385-6.
- La Chute de la Maison Mélenchon : Une machine dictatoriale vue de l'intérieur, Paris, Albin Michel, 2019, 256 p.
- Le livre noir de la mondialisation : 400 millions de morts, Plon, 2020.[4]